# Proculus opacipennis
Proculus opacipennis là một loài bọ cánh cứng trong họ Passalidae. Loài này được Thompson miêu tả khoa học năm 1857.